# Blind Boy Fuller
Pour les articles homonymes, voir Blind et Fuller.
Blind Boy Fuller (né Fulton Allen) était un chanteur et guitariste de blues américain. Fuller est né le 10 juillet 1907 à Wadesboro, Caroline du Nord de Calvin et Mary Jane Walker, le jeune Blind Boy est obligé, pour gagner sa vie, de chanter et jouer dans les rues des villes de la tobacco belt (« ceinture du tabac ») : Winston-Salem, Durham, Richmond. Il absorbe avec une grande facilité le jeu de tous ceux qu'il entend, collègues musiciens (Reverend Gary Davis) ou disques (Blind Blake, Josh White), et s'affirme comme un remarquable guitariste, au fingerpicking délié et plein de dextérité, mêlant les accords du blues aux rythmes syncopés du ragtime. Il meurt le 13 février 1941 à Durham, Caroline du Nord.
Blind Boy Fuller est entré au Blues Hall of Fame en 2004.